# Даре Бернот
Даре Бернот (словен. Dare Bernot; Љубљана, 22. август 1933 — Ајачо, 1. децембар 1991) је био агроном и југословенски слалом кануиста, који се такмичио у кануу двоклеку (Ц-2).

## Биографија
Дипломирао је 1958. на Пољопривредном факултету, шумарства и ветеринарства у Љубљани. До 1960 радио је хладњачи предузећа Сновенија воће у Залогу а од 1962. на Биотехнучком факултету у Љубљани, где је од 1974. постао виши стручни сарадник на Катедри за технологију биљних намирница.

## Спортска каријера
Натан Бернот је био кануиста на дивљим водама, заслужни спортиста Југославије и спортски функционер.. У периоду 1956—1963 био је пењтоструки првак Југославије у слусту и у слалому у дисциплини кану двоклек (Ц—2). Обично је веслао у пару са старијим братом Натаном. Њихова млађа сестра Аленка је такође била репрезентативка у кануу на дивљим водама.
Два пута су учествовали на светским првенствима на дивљим водама. Године 1959. у Женеви били су осми, 1963. а у Шпиталу постигли су врхунац каријере када су освојили сребну медаљу.